# Yasaeng dongmul bohoguyeog
Wild Animals (hangul : 야생동물 보호구역; RR : Yasaeng dongmul bohoguyeog) és una pel·lícula dramàtica de Corea del Sud escrita i dirigida per Kim Ki-duk, estrenada el 1997.

## Argument
Dos immigrants il·legals viuen a París, un antic soldat de Corea del Nord, Cheong-hae, i un pintor de carrer, Hong-san, de Corea del Sud. Cheong-hae és una força de la naturalesa i, moralment, d'una gran rectitud. Hong-san, al contrari, és totalment immoral, i el veiem cometent traïció rere traïció. L'únic dels dos que parla una mica de francès, entrena el seu company per treballar per a la màfia...

## Repartiment
- Jo Jae-hyeon : Cheong-hae
- Jang Dong-jik : Hong-san
- Ryung Jang : Laura
- Sasha Rucavina : Corrine
- Richard Bohringer : Boss
- Denis Lavant : Émile
- Laurent Buro : Pare